# Nannobrachium indicum
Nannobrachium indicum is een straalvinnige vissensoort uit de familie van lantaarnvissen (Myctophidae). De wetenschappelijke naam van de soort is voor het eerst geldig gepubliceerd in 2000 door Zahuranec.